# Separația puterilor

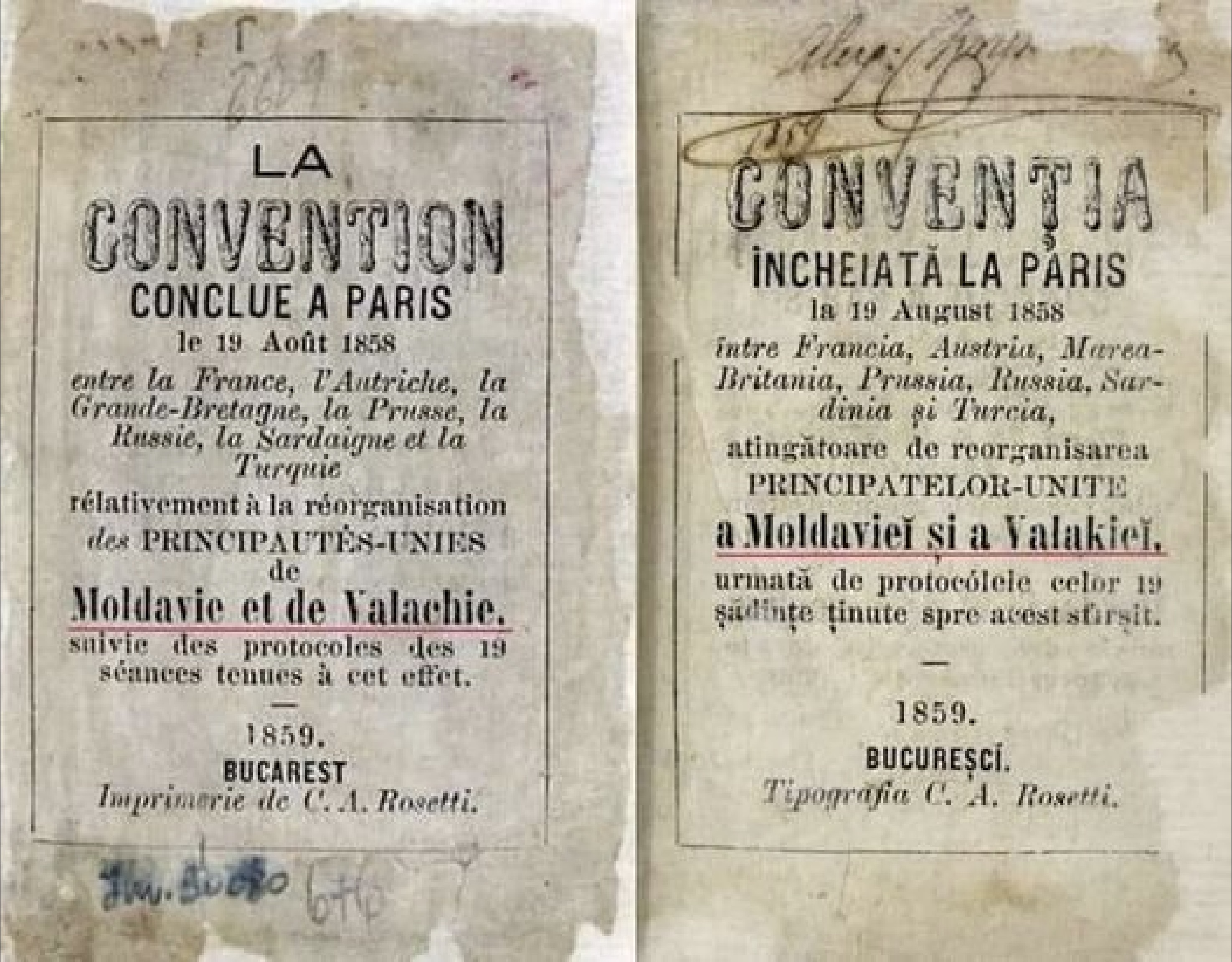
Convenția de la Paris, primul act cu valoare de constituție a României care să implementeze separația puterilor în stat

Principiul separării puterilor diferențiază funcțional mai multe tipuri de putere de stat (de obicei, legiferarea, judecata și execuția) și impune ca aceste operațiuni guvernamentale să fie conceptual și instituțional distincte și articulate, menținând astfel integritatea fiecăreia. Pentru a pune în practică acest model, guvernul este împărțit în ramuri structural independente pentru a îndeplini diverse funcții (cel mai adesea o legislatură, o justiție și o administrație) 
Atunci când fiecare funcție este alocată strict unei singure ramuri, se spune că un guvern are un grad înalt de separare; în timp ce, atunci când o singură persoană sau ramură joacă un rol semnificativ în exercitarea mai multor funcții, aceasta reprezintă o fuziune a puterilor. 

## Istorie
Polybiu a descris Republica Romană ca un guvern mixt condus de Senatul Roman, Consulii și Adunările. Polybius a explicat în detaliu sistemul de verificare și echilibrare a puterilor, atribuindu-i lui Lycurgus din Sparta meritul de a fi creat primul guvern de acest tip.
Jean Calvin (1509–1564) a favorizat un sistem de guvernare care împărțea puterea politică între democrație și aristocrație (guvernare mixtă). Calvin a apreciat avantajele democrației, afirmând: „Este un dar neprețuit dacă Dumnezeu permite unui popor să-și aleagă propriul guvern și propriii magistrați.”

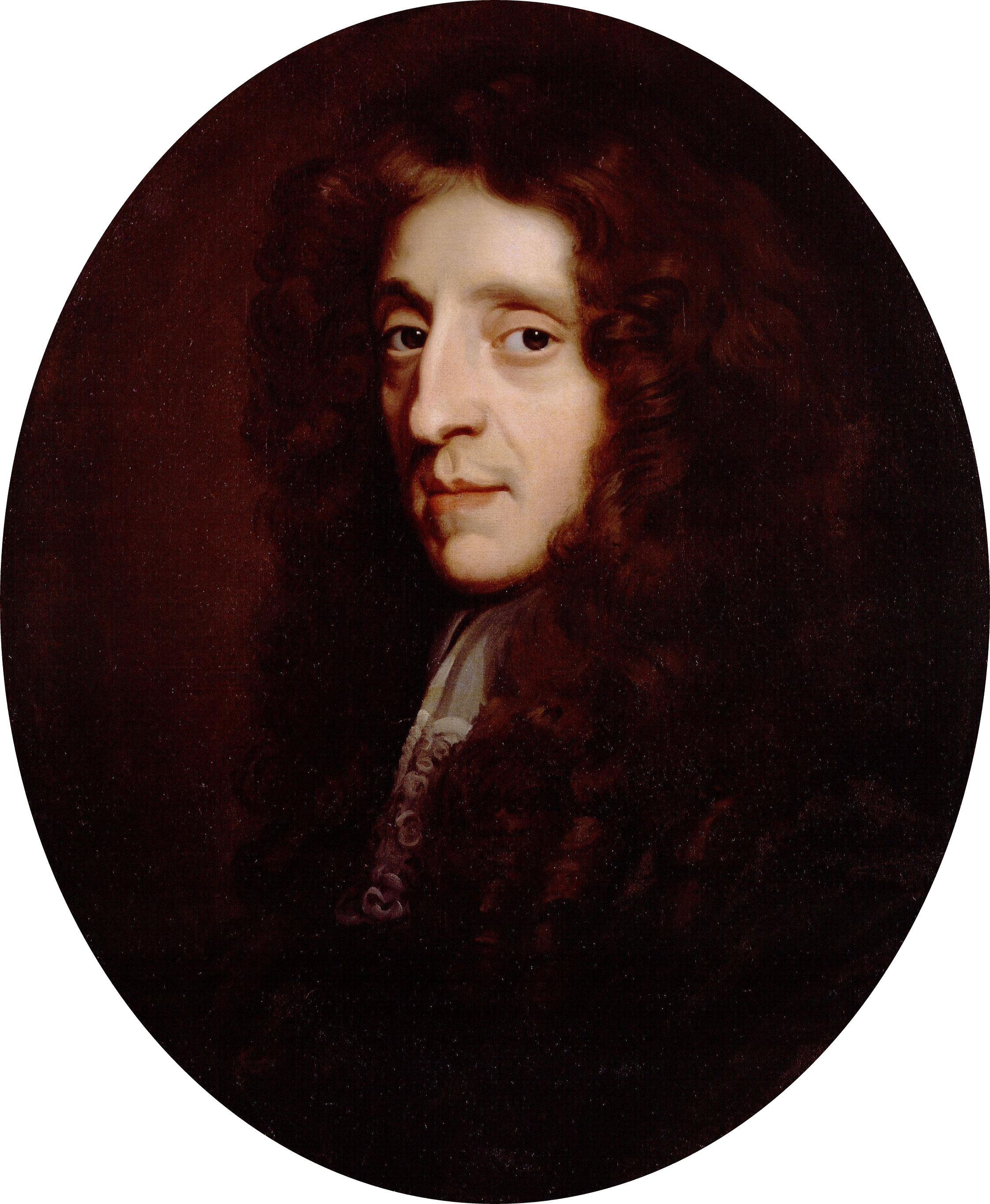
John Locke

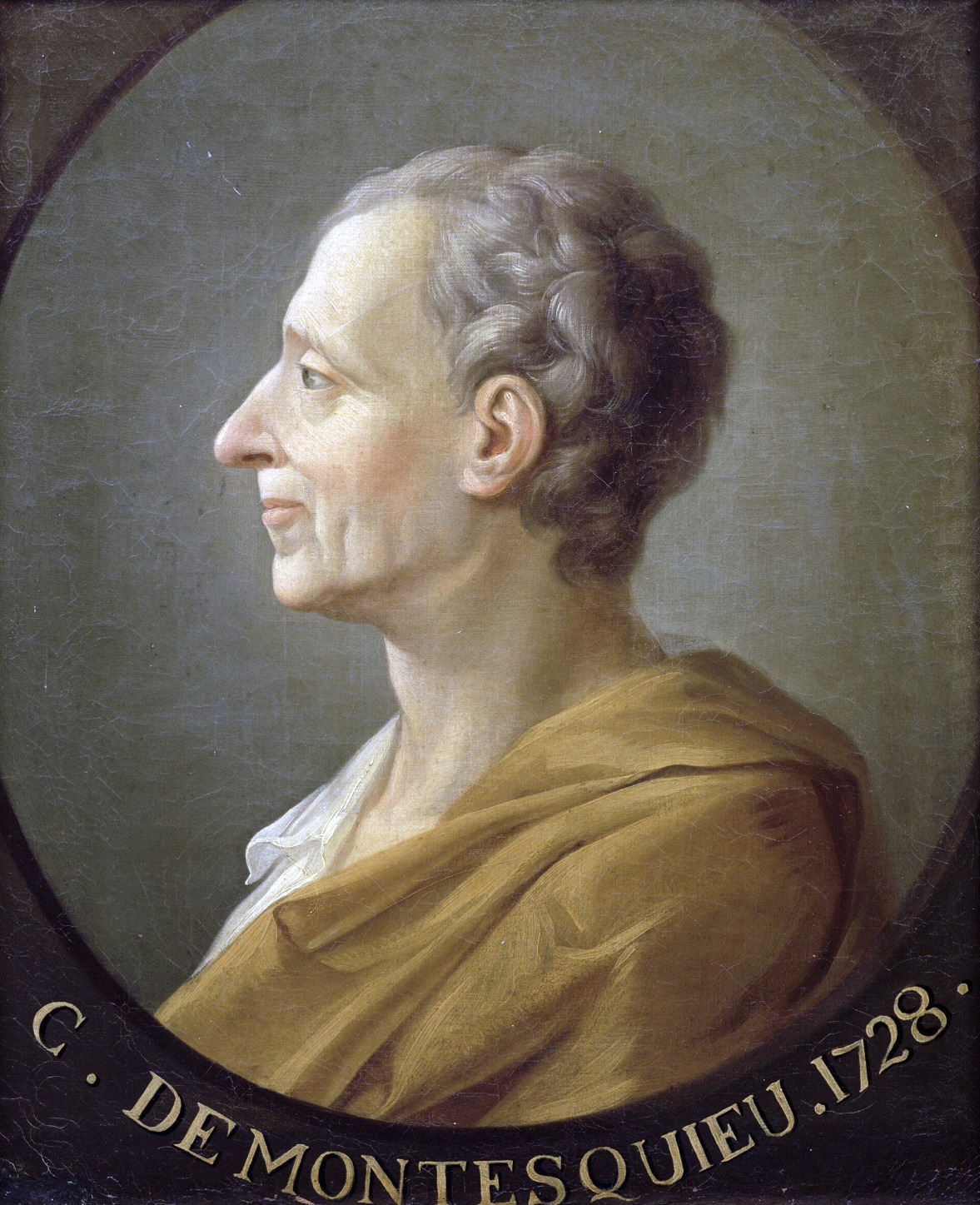
Montesquieu

În 1620, Părinții Pelerini au fondat Colonia Plymouth în America de Nord. Având autoguvernare, ei au stabilit un sistem democratic bipartit de guvernare. „Oamenii liberi” alegeau Curtea Generală, care funcționa ca putere legislativă și judecătorească și care, la rândul ei, alegea un guvernator, care, împreună cu cei șapte „asistenți” ai săi, îndeplinea rolul funcționar de a asigura puterea executivă. Alte colonii aveau constituții similare care separau puterile politice: Colonia Massachusetts Bay (fondată în 1628), Rhode Island (1636), Connecticut (1636), New Jersey și Pennsylvania.
În timpul Războiului Civil Englez, parlamentarii considerau sistemul de guvernare englez ca fiind compus din trei ramuri: Regele, Camera Lorzilor și Camera Comunelor, unde prima ar trebui să aibă doar puteri executive, iar ultima două puteri legislative. Unul dintre primele documente ce propuneau un sistem tripartit de separare a puterilor în stat a fost Instrumentul de Guvernare, redactat de generalul englez John Lambert în 1653 și adoptat după ca și constituție a Angliei timp de câțiva ani în timpul Protectoratului. Sistemul era alcătuit dintr-o ramură legislativă (Parlamentul) și două ramuri executive, Consiliul de Stat Englez și Lordul Protector, toți fiind aleși (deși Lordul Protector era ales pe viață) și având control reciproc.
O altă dezvoltare în gândirea engleză a fost ideea că puterile judecătorești ar trebui separate de puterea executivă. Aceasta a urmat utilizării sistemului juridic de către Coroană pentru a-i urmări penal pe liderii opoziției după Restaurație, în ultimii ani ai lui Carol al II-lea și în timpul scurtei domnii a lui Iacob al II-lea (în anii 1680).
Un precursor anterior al sistemului tripartit al lui Montesquieu a fost articulat de John Locke în „Două tratate despre guvernare” (1690). În lucrarea sa, Locke a făcut distincție între puterea legislativă, executivă și federativă. Locke a definit puterea legislativă ca având „dreptul de a decide cum va fi folosită forța statului”, în timp ce puterea executivă implica „executarea legilor care sunt făcute și rămân în vigoare”. Locke a distins în continuare puterea federativă, care implica „puterea războiului și a păcii, a ligilor și alianțelor și a tuturor tranzacțiilor cu toate persoanele și comunitățile din afara comunității”, sau ceea ce este cunoscut astăzi sub numele de politică externă. Locke a observat că, deși puterile executive și federative sunt diferite, ele sunt adesea combinate într-o singură instituție. El considera că puterea legislativă era supremă față de puterile executivă și federativă, care sunt subordonate. Conform lui Locke, puterea legislativă își derivă autoritatea de la popor, care are dreptul de a forma și de a desface legislativul. El susține că, odată ce oamenii își dau consimțământul să fie guvernați de legi, numai reprezentanții pe care i-au ales pot crea legi în numele lor și sunt legați exclusiv de legile adoptate de acești reprezentanți.
Termenul „sistem tripartit” este atribuit filosofului politic francez iluminist Montesquieu, deși el nu a folosit un astfel de termen, ci s-a referit la „distribuirea” puterilor. În lucrarea „Spiritul legii” (1748), Montesquieu a descris diversele forme de distribuție a puterii politice între puterea legislativă, puterea executivă și puterea judecătorească. Abordarea lui Montesquieu a fost de a prezenta și apăra o formă de guvernare ale cărei puteri nu erau excesiv centralizate într-un singur monarh sau conducător similar (o formă cunoscută pe atunci sub numele de „aristocrație”). El a bazat acest model pe Constituția Republicii Romane și pe sistemul constituțional britanic. Montesquieu era de părere că Republica Romană avea puteri separate, astfel încât nimeni să nu poată uzurpa puterea completă. În sistemul constituțional britanic, Montesquieu a observat o separare a puterilor între monarh, Parlament și instanțele judecătorești. Separarea puterilor necesită o sursă diferită de legitimare sau un act diferit de legitimare din aceeași sursă pentru fiecare dintre puterile separate. Dacă puterea legislativă numește puterile executivă și judecătorească, așa cum a indicat Montesquieu, nu va exista nicio separare sau divizare a puterilor sale, deoarece puterea de a numi implică și puterea de a revoca. Montesquieu a specificat, în special, că independența judiciară trebuie să fie reală și nu doar aparentă. Sistemul judiciar era în general considerat cea mai importantă dintre cele trei puteri, independentă și necontrolată.

## Teorii ale separării puterii în stat

### Teoria lui Montesquieu
Principiul fundamental al separației puterilor în stat, așa cum a fost teoretizat de Montesquieu, împarte puterea politică în trei tipuri principale:
- Puterea legislativă (Parlamentul) responsabilă cu elaborarea și adoptarea legilor.
- Puterea executivă (Guvernul și Președintele/șeful statului) responsabilă cu implementarea legilor și administrarea statului.
- Puterea judecătorească (Instanțele de judecată) responsabilă cu interpretarea și aplicarea legilor în cazuri concrete și cu asigurarea respectării Constituției.

Acest sistem tripartit este cel mai răspândit în statele democratice moderne, unde este consacrat în Constituție. Scopul său este de a preveni concentrarea puterii într-o singură ramură și de a asigura un sistem de „frâne și contragreutăți” între cele trei ramuri pentru a proteja libertatea cetățenilor.

#### Sistemul parlamentar
În sistemele parlamentare, deși există o separare a puterilor, relația dintre legislativ și executiv este una de interdependență. Executivul (guvernul) emană din parlament și este responsabil în fața acestuia (poate fi demis prin moțiune de cenzură). Șeful statului (monarh sau președinte cu puteri ceremoniale) este adesea separat de șeful guvernului (prim-ministru). Exemple de astfel de sisteme sunt Regatul Unit, Germania, Italia, Japonia și Canada.

#### Sistemul prezidențial
În sistemele prezidențiale, separarea puterilor este mai strictă. Președintele (șeful executivului) este ales independent de legislativ și nu poate fi demis de acesta decât în condiții excepționale. Legislativul are puteri de control, dar nu poate demite guvernul. Exemple de astfel de sisteme sunt Statele Unite ale Americii și Brazilia.

#### Sistemul semi-prezidențial
Sistemele semi-prezidențiale combină elemente ale sistemelor parlamentare și prezidențiale. Există un președinte ales direct (șeful statului, cu puteri semnificative) și un prim-ministru (șeful guvernului), responsabil în fața parlamentului. Distribuția exactă a puterilor între președinte și prim-ministru poate varia considerabil de la țară la țară. Exemple de astfel de sisteme sunt Franța, România, Rusia.

#### Sistemul politic al Taiwanului
Deși are o structură asemănătoare cu separația clasică a puterilor, Taiwan prezintă și elemente unice, derivate din Constituția inițială a Republicii Chineze (din 1947), elaborată sub influența ideilor lui Sun Iat-sen. Aceasta a propus o separare a puterilor în cinci ramuri, în loc de cele trei clasice:
- Puterea executivă condusă de un prim-ministru (premier) numit de președinte și care este responsabilă cu implementarea legilor și administrarea generală. Deși prim-ministrul este numit de președinte, puterea executivă trebuie să răspundă în fața puterii legislative.
- Puterea legislativă este organul legislativ unicameral, membrii săi fiind aleși direct de către popor. Acesta este responsabil cu adoptarea legilor, aprobarea bugetului și supravegherea activității puterii legislative.
- Puterea judecătorească reprezintă cea mai înaltă autoritate judiciară și este responsabilă cu interpretarea Constituției, unificarea interpretării legilor și a ordonanțelor, și cu judecarea cazurilor administrative și a disciplinării funcționarilor publici.
- Puterea de control are rolul de a supraveghea activitatea guvernului, având puteri de audit, cenzură și investigare a funcționarilor publici. Membrii săi sunt numiți de președinte, cu aprobarea puterii legislative.
- Puterea de examinare este responsabilă cu sistemul de examinare pentru serviciul public și cu administrarea personalului guvernamental. Rolul ei este de a asigura meritocrația în recrutarea și promovarea funcționarilor publici.

### Sisteme teocratice
În sistemele teocratice, puterea este deținută de o autoritate religioasă sau de un lider religios, iar legile sunt bazate pe principii religioase. Separația puterilor, așa cum este înțeleasă în statele laice, este subordonată doctrinei religioase.

### Sisteme politice fără o separare strictă a puterilor
Regimurile autoritare (totalitare) ignoră principiul de separare a puterilor în stat. În aceste sisteme, o singură entitate (un partid unic, un lider suprem, o armată) deține controlul asupra tuturor ramurilor statului. În statele comuniste sau în dictaturi, puterea legislativă, executivă și judiciară servesc interesele regimului, nu neapărat ale cetățenilor.
- Uniunea Sovietică, Germania Nazistă
- Coreea de Nord, China, Arabia Saudită

## Uniunea Europeană
Uniunea Europeană este o politică supranațională ce aplică principiul separării puterilor. Există șapte instituții ale Uniunii Europene ce distribuie puterea:
- Funcția legislativă este împărțită între Parlamentul European și Consiliul Uniunii Europene. Comisia Europeană are rolul de a propune legislația.
- Funcția executivă este îndeplinită de Comisia Europeană, Consiliul Uniunii Europene și Consiliul European.
- Funcția judiciară este îndeplinită de Curtea de Justiție a Uniunii Europene.
- Funcția de audit este îndeplinită de Curtea Europeană de Conturi.
- Funcția monetară este îndeplinită de Banca Cnetrală Europeană.

## În societate
În unele state (de exemplu, România) atribuirea executivului de a pune în aplicare legile adoptate de legislativ reprezintă o dovadă a imposibilității de separare a celor două puteri, relația dintre acestea fiind mai degrabă una de colaborare, dacă nu chiar una de subordonare. Juriști precum Antonie Iorgovan consideră că principiul elaborat în timpul erei iluministe nu corespunde realității actuale, "separația puterilor" fiind mai degrabă o metaforă decât un adevăr obiectiv bazat pe fundamente științifice. O critică asemănătoare este reprezentată de inversarea parțială în unele state a atribuțiilor puterii executive și a celei legislative. Așadar, executivul capătă atribuții legislative (fiind capabil să adopte legi, prin intermediul ordonanțelor guvernamentale), în timp ce legislativul capătă atribuții executive (prin punerea în aplicare a unor tipuri de legi, cum ar fi legile organice).
Prin tradiția sa, în special în statele în care aceasta a fost implementată pentru o perioadă semnificativă de timp, teoria separației puterilor în stat a ajuns să fie asociată cu democrația și libertatea politică. Aceasta a căpătat o puternică rezonanță socială, politică și morală. Este astăzi considerată în ochii mulțimilor a fi o "rețetă contra despotismului și în favoares libertății și democrației".